# L'oro di Londra
L'oro di Londra è un film del 1968 diretto da Guglielmo Morandi.

## Trama
Ed, è un distinto signore inglese, stimato membro dell'alta società londinese, il quale ha ideato ed organizzato una rapina sul trasporto dell'oro settimanale della Royal Central Bank. Ed, per organizzare la rapina, riunisce un gruppo di insospettabili, tutti incensurati. Riuscita la rapina, l'oro viene immediatamente fuso e trasformato in una grossa ancora che viene issata su una nave in partenza per Gibilterra. La polizia, che è alla ricerca dei colpevoli, raggiunge la nave entro le acque territoriali, ma la perquisizione non porta a nulla. Il gruppo di ladri, sfuggito anche al controllo della polizia, si gode tranquillamente la traversata verso Gibilterra, ma durante la traversata, la nave incappa in una spaventosa tempesta ed il capitano nel tentativo disperato di salvare la nave, cala l'ancora ma la catena si spezza. Tutti abbandonano la nave per raggiungere Gibilterra, perdendo per sempre il bottino.